# دریاچه آتیغای
دریاچه آتیغای (قزاقی: Атығай) یک دریاچه در استان پاولودار کشور قزاقستان است.